# Mark Banco
Mark Banco war die Bezeichnung einer auf Silber basierenden Rechenwährung der Hamburger Bank.

## Geschichte

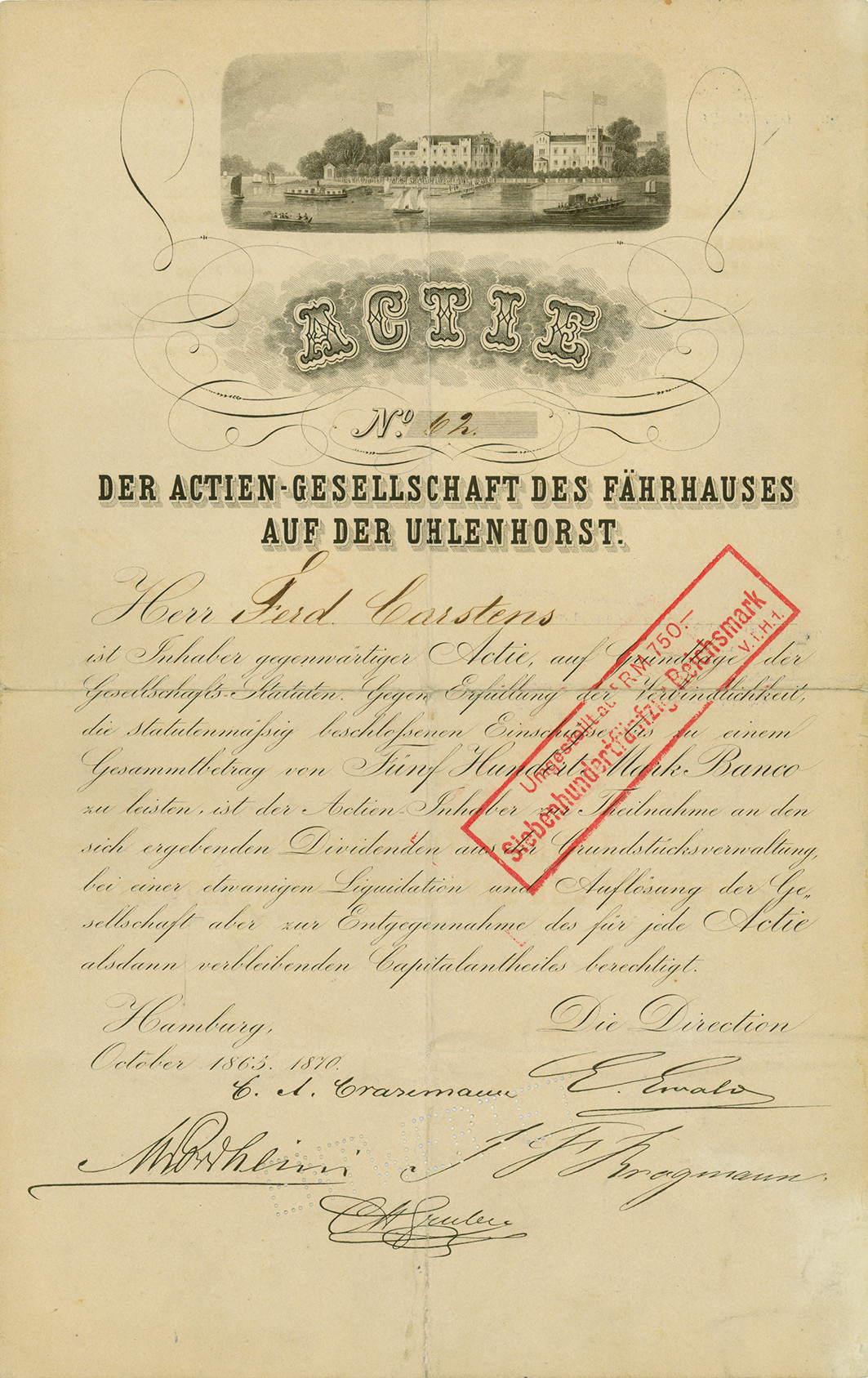
Aktie über 500 Mark Banco der AG des Fährhauses auf der Uhlenhorst vom Oktober 1870

Die im März 1619 gegründete Hamburger Bank war das erste mit ausschließlichem Zweck des Giroverkehrs auf Grundlage der exklusiv bei ihr geltenden Rechenwährung „Mark Banco“ tätige Kreditinstitut. Die Bargelder, also Münzen verschiedener Sorten und Edelmetalle, die die Kaufleute einzahlten, wurden in den Büchern der Bank zunächst in Bancotalern, später als Mark Banco verzeichnet. Sie wurde in der Kipper- und Wipperzeit der ständigen Münzentwertung eingeführt, um den Hamburger Kaufleuten eine sichere Kalkulationsbasis zu schaffen.
Die um 1621 eingeführte Mark Banco war eine reine Rechenwährung, das heißt, sie wurde nicht in Bargeld ausgezahlt und existierte nur als Buchgeld in den Büchern der Bank. 1622 entsprach eine Mark Banco einem Silbergewicht von 8,66 g. Ihr Wert betrug etwa ein Drittel des im Jahre 1566 eingeführten Reichstalers. Die Bank nahm Silberbarren zum Kurs von 59 1/3 Mark Banco pro Zollpfund an und schrieb sie dem Einleger auf seinem Folium (Konto) gut. Hiervon konnte er bargeldlose Zahlungen an andere Kontoinhaber durch Ab- und Zuschreiben leisten. Die Mark Banco wurde in 16 Schillinge zu je 12 Pfennigen eingeteilt.
Da die Mark Banco einen stabilen Wert besaß, wurde sie im Großhandel und bei Hypothekendarlehen als Währung benutzt, die Preise der meisten Waren wurden ab 1823 in Mark Banco ausgezeichnet, und auch die Kaufleute führten ihre Bücher in Mark Banco. So wurde die im Februar 1870 gegründete „Commerz- und Disconto-Bank in Hamburg“ mit einem Kapital von 10 Millionen Mark Banco ausgestattet. Außerdem wurden regelmäßig die Kurse zu anderen Währungen und Waren veröffentlicht. Am 15. Februar 1873 wurden die Silberkonten der Bank geschlossen und an ihrer Stelle Mark-Konten eröffnet. Die nach dem 15. Februar 1873 in Mark Banco fälligen Zahlungsverbindlichkeiten waren in 100 Mark Banco = 150 Mark (Reichswährung) umzurechnen.
Die Hamburger Bank wurde im Dezember 1875 von der Reichsbank übernommen und fungierte seitdem als Reichsbank-Hauptstelle.